# Domingos José de Almeida Lima
Domingos José de Almeida Lima (Bahia, ? – Portugal, 1848) foi um traficante de escravos brasileiro. 

## Tráfico negreiro
Domingos José de Almeida Lima atuou no comércio de escravizados africanos entre 1806 e 1822, realizando, no total, 13 viagens que lhe trouxeram grande fortuna. Era matriculado na praça da Bahia. Possuia diversas embarcações utilizadas exclusivamente na viagem negreira, como o Scipião Africano, S. José Diligente, Boa Hora, Lusitânia e Toninha. 
Ele realizava o sequestro de africanos da baía do Biafra, do Golfo de Guiné, da Baia do Benin e da África Centro-Ocidental. Ana Paula de Oliveira (2015), realizou o trabalho de organizar as viagens de Almeida Lima em uma tabela:
| Nome da embarcação   | Ano  | Proprietário                                         | Principal região onde os cativos foram comprados |
| -------------------- | ---- | ---------------------------------------------------- | ------------------------------------------------ |
| Scipião Africano     | 1807 | Almeida Lima                                         | Baía do Benin                                    |
| Scipião Africano     | 1807 | Almeida Lima                                         | Baía do Benin                                    |
| S. José Diligente    | 1809 | Almeida Lima                                         | Baía do Benin                                    |
| Scipião Africano     | 1809 | Almeida Lima                                         | Baía do Benin                                    |
| Scipião Africano     | 1810 | Almeida Lima                                         | Baía do Benin                                    |
| Scipião Africano     | 1811 | Almeida Lima                                         | Baía do Benin                                    |
| Santa Flor da África | 1811 | Almeida Lima conjuntamente a Antônio Ferreira Coelho | Baía do Benin                                    |
| Boa Hora             | 1814 | Almeida Lima                                         | África centro Ocidental                          |
| Lusitânia            | 1817 | Almeida Lima                                         | Baia do Biafra e Golfo do Guiné                  |
| Lusitânia            | 1819 | Almeida Lima                                         | Baía do Benin                                    |
| Toninha              | 1820 | Almeida Lima                                         | Baia do Biafra e Golfo do Guiné                  |
| Toninha              | 1822 | Almeida Lima                                         | África centro Ocidental                          |

Além disso, Lima foi também consignatário de dezenas de navios espanhóis que aportavam na Bahia, entre 1814 e 1818. Entre eles o Nova Ana, União, Catalunha, S. José, Trindade, Segundo Campeador, Currupaco, Fama Navarrina, Jano e Fortuna. E estava envolvido na política portuária baiana, tendo sido incentivador e financiador da obra de construção do Edifício da Praça do Comércio em 1811. Essa obra, muito além da construção do edifício, ampliou o cais de Salvador e demoliu o forte de São Fernando. 
Enriqueceu exponencialmente e parece ter ganho prestígio na corte. Ocupou o posto de primeiro tenente do sétimo regimento do Real Corpo de Artilheiros Milicianos Guarda Costa do Príncipe Dom Pedro. Essa entidade foi criada por D. João em 1811, e os oficiais eram escolhidos a dedo pelo Conde de Arcos, que agraciava os mais ricos proprietários e negociantes com algum posto. 

## Aposentadoria
Ao que tudo indica, depois de 1822 ele passou a residir em Portugal. Lá comprou a Quinta do Paço do Lumiar e a Quinta da Cardiga, a última sendo arrematada por 200 contos. 
Seus negócios, todavia, não pararam. Em 1843, instalou na Cardiga o primeiro sistema de moagem de azeitona de Portugal com galgas movidas por máquina a vapor de alta pressão. Além disso, foi sócio fundador da Companhia das Lezírias do Tejo e Sado, que iniciou suas atividades em 1836 com 2000 contos e mais de 100 acionistas. Se destinava a produção agrícola, contando com 48 mil hectares de extensão. Lima foi o primeiro presidente da instituição. 
Ele teria falecido por volta de 1848. Era casado com Ana Maria dos Reis e teve dois filhos, Joaquim José e José Joaquim. 